# Uncensored
Uncensored era un evento annuale in pay per view della World Championship Wrestling tenuto nel mese di marzo dal 1995 al 2000. Fu sostituito nel 2001 da Greed.
Il concetto dell'evento era, nella finzione delle storyline (kayfabe), uno show del quale la Commissione ufficiale WCW "si era lavata le mani". Quindi, ogni match in programma non sarebbe stato tecnicamente autorizzato ufficialmente, rendendo gli incontri non soggetti alle normali regole vigenti nella federazione. In realtà, si trattava di un normale show WCW predeterminato, con in più la tendenza a proporre maggiori "gimmick match" del solito. Hulk Hogan partecipò a tutte le edizioni dell'evento.

## Date e luoghi di Uncensored
| Evento            | Data          | Città                               | Luogo                     | Main Event |
| ----------------- | ------------- | ----------------------------------- | ------------------------- | --- |
| Uncensored (1995) | 19 marzo 1995 | Tupelo (Mississippi)                | Tupelo Coliseum           | Hulk Hogan vs. Vader in un Leather Strap match |
| Uncensored (1996) | 24 marzo 1996 | Tupelo (Mississippi)                | Tupelo Coliseum           | Doomsday Cage match: Hulk Hogan & Randy Savage vs. Ric Flair, Arn Anderson, Meng, The Barbarian, Lex Luger, The Taskmaster, Z-Gangsta & The Ultimate Solution                                                           |
| Uncensored (1997) | 16 marzo 1997 | North Charleston (Carolina del Sud) | North Charleston Coliseum | Triangle Elimination match: nWo (Hollywood Hogan, Randy Savage, Kevin Nash & Scott Hall) vs. Team Piper (Roddy Piper, Chris Benoit, Steve McMichael e Jeff Jarrett) vs. Team WCW (Lex Luger, The Giant & Scott Steiner) |
| Uncensored (1998) | 15 marzo 1998 | Mobile (Alabama)                    | Mobile Civic Center       | Hollywood Hogan vs. Randy Savage in uno Steel cage match |
| Uncensored (1999) | 14 marzo 1999 | Louisville (Kentucky)               | Freedom Hall              | Ric Flair vs. Hollywood Hogan (c) in un Barbed Wire Steel Cage match per il WCW World Heavyweight Championship |
| Uncensored (2000) | 19 marzo 2000 | Miami (Florida)                     | American Airlines Arena   | Ric Flair vs. Hulk Hogan in uno Yappapi Indian Strap match |

### 1995
Uncensored 1995 si svolse il 19 marzo 1995 presso il Tupelo Coliseum di Tupelo, Mississippi, Stati Uniti.
I primi tre match furono trasmessi prima dell'inizio del pay-per-view in diretta su WCW Main Event. Il King of the Road match si svolse sul camion a 18 ruote di Blacktop Bully, che era stato guidato (presumibilmente) nelle strade vicine. L'obiettivo dell'incontro era salire sulla cima del rimorchio e suonare un corno lì posizionato. Bully suonò il clacson e vinse il match. In realtà l'incontro si era svolto giorni prima ad Atlanta ed era trasmesso in differita con pesanti tagli dovuti alle ristrettezze WCW in fatto di mostrare del sangue all'epoca. Dustin Rhodes e Bully furono licenziati per aver sanguinato durante il match. Il "Boxer vs. Wrestler" match tra Johnny B. Badd e Arn Anderson venne presentato con 10 round da 3 minuti ciascuno, con 1 minuto di pausa tra un round e l'altro. Il titolo WCW World Television Championship detenuto da Anderson non fu messo in palio. Le regole prevedevano che Anderson (essendo il "wrestler") avrebbe potuto anche schienare o far cedere per dolore l'avversario per vincere, mentre invece Johnny B. Badd (in qualità di "boxer") poteva vincere solo per knockout. Nonostante l'evento fosse stato pubblicizzato come "senza regole", the Avalanche fu squalificato nel match con Randy Savage dopo che un "fan" assalì Savage. Il fan si rivelò essere Ric Flair travestito da donna. Il Falls Count Anywhere Texas Tornado Tag Team match tra The Nasty Boys e Harlem Heatfinì in tribuna d'onore dove i partecipanti attaccarono l'un l'altro con zucchero filato, bevande analcoliche ed altri oggetti vicini. Il titolo WCW World Tag Team Championship detenuto dagli Harlem Heat non era in palio nel match.
Prima del ppv, il manager di Hulk Hogan, Jimmy Hart, venne rapito e rinchiuso legato in una località sconosciuta da Vader e Flair. Durante il match Hart riuscì a fuggire e raggiunse The Renegade a bordo ring per sostenere Hulk. Un uomo mascherato apparve dal nulla ed assalì Renegade, prima di allontanarsi nel backstage. Al termine del match, l'uomo mascherato ricomparve nuovamente, inizialmente sembrando allearsi con Vader e Flair, prima di togliersi la maschera rivelando di essere Randy Savage ed unirsi invece a Hogan, Renegade, e Hart. Savage aveva bloccato il primo uomo mascherato nel backstage, che si era rivelato essere Arn Anderson, e lo aveva legato prendendone il posto. Il titolo WCW World Heavyweight Championship detenuto da Hogan non era in palio nel match.
| N. | Risultati | Stipulazione                                              | Durata |
| -- | --- | --------------------------------------------------------- | ------ |
| 1  | Alex Wright sconfigge Mark Starr                                                                               | Single match                                              | 02:44  |
| 2  | Steve Austin sconfigge Tim Horner                                                                              | Single match                                              | 01:27  |
| 3  | Stars and Stripes (Marcus Alexander Bagwell & The Patriot) sconfiggono Dick Slater & Bunkhouse Buck            | Tag team match                                            | 09:34  |
| 4  | The Blacktop Bully sconfigge Dustin Rhodes                                                                     | King of the Road match                                    | N/A    |
| 5  | Meng (con Col. Robert Parker) sconfigge Jim Duggan                                                             | Martial Arts match (con Sonny Onoo come arbitro speciale) | 07:04  |
| 6  | Johnny B. Badd (con Roc Finnegan) sconfigge Arn Anderson (con Col. Robert Parker) (4º round)                   | Boxing match                                              | 00:22  |
| 7  | Randy Savage sconfigge Avalanche per squalifica                                                                | Single match                                              | 11:44  |
| 8  | Big Bubba Rogers sconfigge Sting                                                                               | Single match                                              | 13:43  |
| 9  | The Nasty Boys (Brian Knobbs & Jerry Sags) sconfiggono Harlem Heat (Booker T & Stevie Ray) (con Sister Sherri) | Falls Count Anywhere match                                | 08:43  |
| 10 | Hulk Hogan (con The Renegade) sconfigge Vader (con Ric Flair)                                                  | Leather Strap match                                       | 18:21  |

### 1996
Uncensored 1996 si svolse il 24 marzo 1996 presso il Tupelo Coliseum di Tupelo, Mississippi, Stati Uniti.
Il main event dello show fu il Doomsday Cage match dove Randy Savage & Hulk Hogan furono costretti ad affrontare tutti gli altri. Alla fine Savage schienò Ric Flair dopo che Lex Luger aveva accidentalmente colpito Flair con un guanto di ferro. Durante il match, The Booty Man interferì dando delle padelle ai Mega Powers (Hogan & Savage) da usare come armi.
| N. | Risultati | Stipulazione                                                   | Durata |
| -- | --- | -------------------------------------------------------------- | ------ |
| 1  | Mr. J.L. sconfigge Dean Malenko | Single match                                                   | 03:20  |
| 2  | Jim Duggan sconfigge Big Bubba Rogers | Single match                                                   | 03:20  |
| 3  | Dick Slater (con Col. Robert Parker) sconfigge Alex Wright | Single match                                                   | 01:55  |
| 4  | The Steiner Brothers (Rick & Scott) contro The Nasty Boys (Brian Knobbs & Jerry Sags) termina in no contest                                                                                | Tag team match                                                 | 05:19  |
| 5  | Konnan (c) sconfigge Eddie Guerrero | Single match per il WCW United States Heavyweight Championship | 18:27  |
| 6  | The Belfast Bruiser sconfigge Lord Steven Regal per squalifica | Single match                                                   | 17:33  |
| 7  | Col. Robert Parker sconfigge Madusa | Single match                                                   | 03:47  |
| 8  | The Booty Man (con The Booty Babe) sconfigge Diamond Dallas Page | Single match                                                   | 16:00  |
| 9  | The Giant (con Jimmy Hart) sconfigge Loch Ness | Single match                                                   | 02:34  |
| 10 | Sting & Booker T sconfiggono The Road Warriors (Hawk & Animal) | Chicago Street Fight match                                     | 29:33  |
| 11 | Hulk Hogan & Randy Savage sconfiggono Ric Flair, Arn Anderson, Meng, The Barbarian, Lex Luger, The Taskmaster, Z-Gangsta, e The Ultimate Solution (con Woman, Miss Elizabeth & Jimmy Hart) | Doomsday Cage match                                            | 25:16  |

### 1997
Uncensored 1997 si svolse il 16 marzo 1997 presso il North Charleston Coliseum di North Charleston, Carolina del Nord, Stati Uniti.
Il main event della serata fu il Triangle elimination match tra nWo, Team Piper e Team WCW. Vinse il nWo. Durante i festeggiamenti dopo la vittoria dei membri del nWo, giunse inaspettatamente sul ring Sting. Quando Scott Hall e Kevin Nash cercarono di parlargli, egli attaccò entrambi con la sua mazza da baseball, per poi passare a colpire Randy Savage appena cercò di intervenire in favore dei compagni. Dopo aver messo ko tutti e tre con lo Scorpion Death Drop, Sting chiamò Hollywood Hogan in modo che salisse sul ring. Hogan lo fece, e fu messo ko da Sting anche lui. L'operato di Sting cementò la sua alleanza con la WCW contro il nWo, ed egli divenne il principale nemico della stable.
| N. | Risultati | Stipulazione                                                   | Durata |
| -- | --- | -------------------------------------------------------------- | ------ |
| 1  | Ice Train sconfigge Maxx | Single match                                                   | N/A    |
| 2  | Dean Malenko sconfigge Eddie Guerrero (c) | Single match per il WCW United States Heavyweight Championship | 19:14  |
| 3  | Último Dragón (con Sonny Onoo) sconfigge Psychosis | Single match                                                   | 13:17  |
| 4  | Glacier sconfigge Mortis (con James Vanderberg) | Single match                                                   | 09:04  |
| 5  | Buff Bagwell sconfigge Scotty Riggs | Strap match                                                    | 12:25  |
| 6  | Harlem Heat (Booker T & Stevie Ray) sconfiggono The Public Enemy (Rocco Rock & Johnny Grunge) | Texas Tornado match                                            | 13:17  |
| 7  | Prince Iaukea (c) sconfigge Rey Misterio Jr. | Single match per il WCW World Television Championship          | 13:41  |
| 8  | nWo (Hollywood Hogan, Randy Savage, Kevin Nash & Scott Hall) (con Dennis Rodman) sconfiggono Team Piper (Roddy Piper, Chris Benoit, Steve McMichael & Jeff Jarrett) e Team WCW (Lex Luger, The Giant & Scott Steiner) | Triangle Elimination match                                     | 19:22  |

### 1998
Uncensored 1998 si svolse il 15 marzo 1998 presso il Mobile Civic Center di Mobile, Alabama, Stati Uniti.
Durante il main event, lo Steel Cage Match tra Hollywood Hogan e Randy Savage, The Disciple interferì, mandando ko l'arbitro e fermando l'assalto di Savage ai danni di Hogan. Quindi Savage aggredì Sting, il quale era intervenuto in suo favore, e sputò su Hogan prima di lasciare il ring.
| N. | Risultati                                                                      | Stipulazione                                                          | Durata |
| -- | ------------------------------------------------------------------------------ | --------------------------------------------------------------------- | ------ |
| 1  | Booker T (c) sconfigge Eddie Guerrero (con Chavo Guerrero Jr.)                 | Single match per il WCW World Television Championship                 | 11:08  |
| 2  | Juventud Guerrera sconfigge Konnan                                             | Single match                                                          | 10:21  |
| 3  | Chris Jericho (c) sconfigge Dean Malenko                                       | Single match per il WCW Cruiserweight Championship                    | 14:42  |
| 4  | Lex Luger sconfigge Scott Steiner                                              | Single match                                                          | 03:53  |
| 5  | Diamond Dallas Page (c) sconfigge Raven e Chris Benoit                         | Triple threat match per il WCW United States Heavyweight Championship | 15:53  |
| 6  | The Giant sconfigge Kevin Nash per squalifica                                  | Single match                                                          | 06:36  |
| 7  | Bret Hart sconfigge Curt Hennig (con Rick Rude)                                | Single match                                                          | 13:51  |
| 8  | Sting (c) sconfigge Scott Hall (con Dusty Rhodes)                              | Single match per il WCW World Heavyweight Championship                | 08:28  |
| 9  | Hollywood Hogan contro Randy Savage (con Miss Elizabeth) termina in no contest | Steel Cage match                                                      | 15:20  |

### 1999
Uncensored 1999 si svolse il 14 marzo 1999 presso la Freedom Hall di Louisville, Kentucky, Stati Uniti.
Nel main event della serata, Ric Flair schienò Hollywood Hogan mentre questi era svenuto imprigionato nella Figure-Four leglock. Flair, che aveva acquisito il controllo della WCW per 90 giorni nella puntata del dicembre 1998 di WCW Monday Nitro, ordinò all'arbitro Charles Robinson di fermare il match solo in casi estremi; di conseguenza, Robinson non fermò il match quando Flair sanguinò, e nemmeno quando Hogan svenne dal dolore a causa della mossa di sottomissione.
| N. | Risultati                                                               | Stipulazione                                                           | Durata |
| -- | ----------------------------------------------------------------------- | ---------------------------------------------------------------------- | ------ |
| 1  | Billy Kidman (c) sconfigge Mikey Whipwreck                              | Single match per il WCW Cruiserweight Championship                     | 15:01  |
| 2  | Stevie Ray sconfigge Vincent                                            | Harlem Street Fight match per la leadership del nWo Black and White    | 06:30  |
| 3  | Kevin Nash (con Lex Luger & Miss Elizabeth) sconfigge Rey Misterio Jr.  | Single match                                                           | 06:19  |
| 4  | Jerry Flynn sconfigge Ernest Miller & Sonny Onoo                        | Handicap match                                                         | 07:08  |
| 5  | Hak sconfigge Bam Bam Bigelow e Raven (con Chastity)                    | Falls Count Anywhere match                                             | 14:29  |
| 6  | Chris Benoit & Dean Malenko sconfiggono Curt Hennig & Barry Windham (c) | Lumberjack match per il WCW World Tag Team Championship                | 16:58  |
| 7  | Perry Saturn sconfigge Chris Jericho                                    | Dog Collar match                                                       | 11:50  |
| 8  | Booker T sconfigge Scott Steiner (c) (con Buff Bagwell)                 | Single match per il WCW World Television Championship                  | 13:30  |
| 9  | Ric Flair sconfigge Hollywood Hogan (c)                                 | Barbed Wire Steel Cage match per il WCW World Heavyweight Championship | 14:19  |

### 2000
Uncensored 2000 si svolse il 19 marzo 2000 presso la American Airlines Arena di Miami, Florida, Stati Uniti.
Al Lumberjack match tra Sting e The Total Package parteciparono a bordo ring: Jimmy Hart, Curt Hennig, Doug Dillinger, Fit Finlay, Brian Knobbs, Vampiro, Ron Harris, Don Harris, Stevie Ray, Big T e Hugh Morrus. Durante il match, Tank Abbott arrivò a bordo ring e colpì con un pugno in faccia Doug Dillinger. Ric Flair ed Elizabeth interferirono nell'incontro cercando di aggredire Sting, ma furono entrambi respinti da Jimmy Hart e Vampiro.
| N. | Risultati | Stipulazione                                           | Durata |
| -- | --- | ------------------------------------------------------ | ------ |
| 1  | The Artist Formerly Known as Prince Iaukea (c) (con Paisley) sconfigge Psychosis (con Juventud Guerrera)                     | Single match per il WCW Cruiserweight Championship     | 07:22  |
| 2  | Norman Smiley & The Demon sconfiggono Lane & Rave                                                                            | Tag team match                                         | 03:41  |
| 3  | Bam Bam Bigelow sconfigge The Wall per squalifica                                                                            | Single match                                           | 03:26  |
| 4  | Brian Knobbs sconfigge 3 Count (Evan Karagias, Shannon Moore, & Shane Helms) (c)                                             | Hardcore match per il WCW Hardcore Championship        | 06:51  |
| 5  | Billy Kidman & Booker (con Torrie Wilson) sconfiggono Harlem Heat 2000 (Big T & Stevie Ray) (con Cash & J. Biggs)            | Tag team match                                         | 06:59  |
| 6  | Vampiro sconfigge Fit Finlay                                                                                                 | Falls Count Anywhere match                             | 08:38  |
| 7  | The Harris Brothers (Ron Harris & Don Harris) sconfiggono The Mamalukes (Big Vito & Johnny the Bull) (c) (con Disco Inferno) | Tag team match per il WCW World Tag Team Championship  | 08:45  |
| 8  | Dustin Rhodes sconfigge Terry Funk                                                                                           | Bullrope match                                         | 09:01  |
| 9  | Sting sconfigge The Total Package                                                                                            | Lumberjack match                                       | 07:01  |
| 10 | Sid Vicious (c) sconfigge Jeff Jarrett                                                                                       | Single match per il WCW World Heavyweight Championship | 07:36  |
| 11 | Hulk Hogan sconfigge Ric Flair                                                                                               | Yappapi Indian Strap match                             | 14:28  |